# Neuroleon decoratus
Neuroleon decoratus är en insektsart som beskrevs av Eduard Handschin 1936. Neuroleon decoratus ingår i släktet Neuroleon och familjen myrlejonsländor. Inga underarter finns listade i Catalogue of Life.